# Halicyclops validus
Halicyclops validus – gatunek widłonoga z rodziny Halicyclopidae. Nazwa naukowa tych skorupiaków została opublikowana w 1974 roku przez ukraińskiego zoologa Władysława Monczenkę. 